# Rodolfo Acosta (Komponist)
Rodolfo Acosta R. (* 2. November 1970 in Bogotá) ist ein kolumbianischer Komponist.

## Leben
Acosta studierte bis 1995 Musiktheorie und Komposition an der Universidad de Los Andes und setzte seine Ausbildung am Berklee College of Music, in Kolumbien, Uruguay, Frankreich, den Niederlanden und Mexiko bei Klaus Huber, Brian Ferneyhough, Blas Emilio Atehortúa, Kaija Saariaho, Coriún Aharonián, Graciela Paraskevaídis, Roger Cochini und Víctor Rasgado fort.
Er erhielt 1994 den Solopreis des Concurso Nacional de Composición en Música Electroacústica und 1997 den Premio Nacional de Composición des kolumbianischen Kultusministeriums. Er unterrichtet an der Universidad Central, der Universidad Javeriana und der Universidad Nacional de Colombia in Bogotá. Er ist Gründer und Leiter des Ensemble CG, einem Ensemble, das sich der Aufführung zeitgenössischer lateinamerikanischer Musik verschrieben hat.

## Werke (Auswahl)
- Requiescat in pace für gemischten Chor (1993)
- El Señor Costillas y su maldo cocodrilo für Klavier (1993)
- Si tan solo fueramos libres ... für Tonband (1993)
- Canso für Klavier (1994)
- Missa Brevis für Kammerchor, Orgel und Glocken (1995)
- Viaggio a l’Interzona, Gitarrenquartett (1995)
- Laberinto, Gitarrenquartett (1995)
- Carceris Tonalis für Live-Elektronik, elektrische Gitarre, zwei Schlagzeuggruppen, zwei verstärkte Gitarren und drei verstärkte Stimmen (1995)
- SUSPENSION 1 für Flöte, Tonband und Live-Elektronik (1995–98)
- In abyssus humanæ conscientiæ für Tonband (1996)
- Streichquartett Nr. 1 (1996–97)
- Una guitarra naranja für Gitarre (1997)
- v3v3v3v für neun Solostimmen (1997)
- La muerte de Stephen Albert für Flöte(n) und Elektronik (1996)
- Wind, Bläserquintett (1998)
- (casi) nada für Viola, Cello und Schlagzeug (1998)
- Canto per Klaus für einen Soloperkussionisten (1999)
- Sola für eine Frauenstimme solo (2000)
- Us a calm mystery? für Tonband (2000)
- Doft für Bassklarinette, Schlagzeug und Live-Elektronik (2000)
- anís  für Violine, Kontrabass und Schlagzeug (2000–01)
- fe (2000–01)
- Stabile / Mobiles für Kammerorchester
- fluye für Bassklarinette, Flöte und Klavier (2010)